# Joseph Loher
Joseph Loher (* 18. Oktober 1907 in München; † 6. Dezember 2002 in Frotzhofen bei Anzing) war ein deutscher Maler.

## Leben
Joseph Loher wurde 1907 in München geboren, wo er zunächst ein Studium für das höhere Zeichenlehramt an der Technischen Hochschule absolvierte. Dort lernte er auch seine spätere Frau Gretel Schmeck kennen. Der unbedingte Wunsch, Maler zu werden, führte Loher an die Münchener Kunstakademie. Sein Lehrer Prof. Karl Caspar prägte Lohers expressionistische Malweise mit. Nach ersten Ausstellungen wurde ein weiteres öffentliches Wirken ab 1937 von den Nationalsozialisten durch die eskalierenden Verfolgungen und Diffamierungen moderner Maler („entartete Kunst“) verhindert. Joseph Loher verließ aus Solidarität mit dem von den Nazis verfemten Professor Caspar die Akademie. Kurze Zeit später entging er nach Denunziation selbst nur knapp der Internierung ins KZ Dachau. 1940 zogen sich Loher und seine Frau nach Frotzhofen zurück, wo beide bis zu ihrem Tode lebten und bis in die 1980er Jahre künstlerisch tätig waren. Den Stil des expressiven Realismus behielt Loher stets bei. 1964 erhielt er von der Stadt München eine späte Würdigung. Die Gründung der Loher-Archivs (1999) ist Teil eines wiedererwachenden Interesses an der Malerei der verschollenen Generation. 2003 erschien die erste umfassende Werkmonografie über Joseph Loher und Gretel Loher-Schmeck; in Ebersberg wurde eine große Retrospektive gezeigt.

## Werke
- Gehöft bei München. Öl auf Leinwand, 105 × 85 cm (1935)
- Stillleben mit Flasche. Öl auf Leinwand, 64 × 34 cm (1936)
- Mädchenbild. Öl auf Leinwand, 58 × 46 cm (1946)
- Melancholie (Ruth Kerschner). Öl auf Leinwand, 46 × 61 cm (1947)
- Pferde. Öl auf Leinwand, 90 × 80 cm (1947)
- Testa di Donna. Öl auf Leinwand, 42 × 52 cm (1956)
- Gaia. Öl auf Leinwand, 92 × 105 cm (1956)
- Interieur. Öl auf Leinwand, 66 × 78 cm (1961)